# Marina Solodkin
Marina Solodkin (hebrejsky: מרינה סולודקין, rusky: Марина Солодкина, Marina Solodkina; 31. května 1952 – 16. března 2013) byla izraelská politička a poslankyně Knesetu za strany Kadima a Likud.

## Biografie
Narodila se v Moskvě v tehdejším Sovětském svazu a vysokoškolské vzdělání v oboru ekonomických a sociálních dějin získala na Lomonosovově univerzitě v Moskvě. Po přesídlení do Izraele v 90. letech 20. století se zapojila do izraelské politiky. Žila v Aškelonu, byla vdaná a měla dvě děti. Hovořila hebrejsky, anglicky a rusky.

## Politická dráha
Poprvé zasedla v izraelském parlamentu po volbách v roce 1996, kdy kandidovala za stranu Jisra'el ba-alija. Za stejnou stranu úspěšně kandidovala i ve volbách v roce 1999 a v roce 2003. Krátce po volbách v roce 2003 se ovšem Jisra'el be-Alija sloučila se stranou Likud, do které přešla i Marina Solodkin. Ještě během volebního období ale došlo v Likudu k rozkolu, v jehož důsledku část jeho poslanců přešla do nově utvořené formace Kadima (zpočátku nazývané Achrajut Leumit), kam přešla i Marina Solodkin. Ve volbách do Knesetu v roce 2006 a 2009 kandidovala úspěšně za Kadimu.
Ve volebním období 1996–1999 zastávala funkci předsedkyně výboru pro status žen a byla členkou výboru pro imigraci a absorpci a náhradníkem ve finančním výboru. Kromě toho předsedala meziparlamentní lize izraelsko-litevského přátelství. V letech 1999–2003 zasedala například ve výborech pro status žen nebo ve zvláštním vyšetřovacím výboru k obchodu s ženami. V následujícím volebním období mimo jiné působila ve vyšetřovacím výboru pro dohledání a restituci majetku obětí holokaustu. V letech 2003–2006 to byly výbory pro vědu a technologii, vzdělání, kulturu a sport nebo práce, sociálních věcí a zdraví. Od roku 2009 pracuje v petičním výboru a ve výboru pro imigraci, absorpci a záležitosti diaspory.
Zastávala významné posty i v exekutivě. V letech 1999–2000 jako náměstkyně ministra absorpce imigrantů Izraele. Na tento post se vrátila znovu roku 2005.
Zemřela 16. března 2013 na srdeční příhodu.